# Konrad Max Kunz

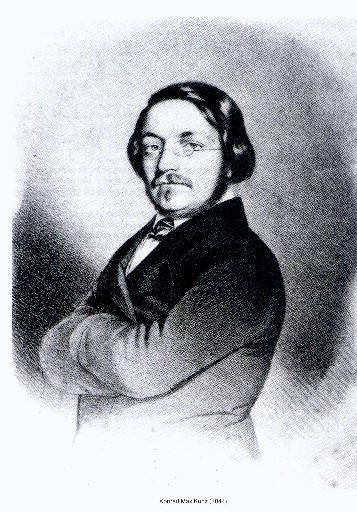
Konrad Max Kunz in 1844

Konrad Max Kunz (Schwandorff, 29 april 1812 – München, 3 augustus 1875) was een Beierse componist die vooral bekendheid geniet als componist van de Bayernhymne, het volkslied van destijds het Koninkrijk en later van de deelstaat Beieren.
Kunz studeerde theologie in Amberg en werd tijdens die studie vooral opgeleid door de kerkmusicus Johann Evangelist Deischer. Hij werkte vervolgens een tijd als dirigent van de Staatsopera in München. In deze tijd componeerde hij ook het Beierse volkslied. Hij overleed in München en werd aldaar begraven. In 1979 werd zijn stoffelijk overschot herbegraven in Schwandorff, waar de plaatselijke beiaard nog iedere dag om elf uur 's ochtends en om vijf uur 's middags de Bayernhymne laat klinken, te zijner nagedachtenis.
- Biblioteca Nacional de España: XX1798366
- Gemeinsame Normdatei: 119220814
- International Standard Name Identifier: 0000 0001 2319 9153
- Library of Congress Control Number: no92013463
- MusicBrainz: 1078520f-9bec-4a8b-9af7-64135e884a50
- Nationale Bibliotheek van Tsjechië: mzk2011648889
- Nationale Bibliotheek van Israël: 987007264050905171
- Nederlandse Thesaurus van Auteursnamen: 296295868
- Système universitaire de documentation: 111392748
- Virtual International Authority File: 15575243
- WorldCat: E39PBJrKXfRwf4fVxwwPTb3RKd